# كيسة عظمية مفردة الغرفة
الكيسة العظمية مفردة الغرفة (الكيسة مفردة الجوف) (بالإنجليزية: Unicameral bone cyst)‏، المعروفة أيضًا باسم الكيسة العظمية البسيطة، هي عبارة عن تجويف مملوء بسائل أصفر اللون. تُعد هذه الكيسة حميدة لأنها لا تنتشر خارج العظم. يمكن تصنيفها إلى نوعين: كيسة عظمية نشطة وكيسة عظمية كامنة. تكون الكيسة النشطة مجاورة للصفيحة المشاشية، وتميل إلى النمو حتى تملأ كامل جسم العظم (الجدل العظمي). اعتمادًا على قدرة الكيسة على الغزو والانتشار، يمكن أن تُسبب كسرًا مرضيًا أو حتى تخريبًا للصفيحة المشاشية، ما يؤدي إلى حدوث قصر دائم في العظم. تقع الكيسة الكامنة بعيدًا عن الصفيحة المشاشية، وتزداد احتمالية شفائها مع العلاج. تُشخص الكيسة عادةً عند الأطفال من عمر 5 إلى 15. مع أن الكيسة العظمية مفردة الغرفة يمكن أن تتشكل في أي بنية عظمية، فإنها توجد غالبًا في الجزء الداني من عظمي العضد والفخذ. إضافة إلى ذلك، تحدث عند الذكور بمقدار الضعف مقارنة بالإناث. 

## الأعراض والعلامات
لا تُسبب معظم الكيسات العظمية مفردة الغرفة أي أعراض، وتُكتشف عادةً بالصدفة بعد إجراء فحوصات تصويرية لأسباب أخرى، مثل إجراء الصور الشعاعية أو التصوير المقطعي المحوسب (الطبقي المحوري). يمكن أن تُحدث الآفات الكبيرة ترققًا للمناطق القريبة للعظم، ما يؤدي إلى حدوث الكسور والشعور بالألم. 

## الأسباب
لا توجد نظرية محددة تتحدث عن مسببات الكيسة العظمية مفردة الغرفة، لكن وفقًا للعديد من الباحثين والأطباء، توجد نظرية معروفة شائعة أنشأها جوناثان كوهين في عام 1970. درس كوهين السائل الخلالي في ستة أطفال يخضعون لعلاج الكيسة. اعتقد أن التركيب الكيميائي للسائل الموجود في الكيسة العظمية مشابه للتركيب الكيميائي لمصل الدم. افترض كوهين أن الكيسة العظمية مفردة الغرفة تحدث عندما تتراكم السوائل الخلوية بسرعة في العظام الاسفنجية في منطقة واحدة من الانسداد. 
إحدى النظريات الأخرى هي أن الكيسات تنتج عن اضطراب في صفيحة النمو «الصفيحة المشاشية»، ونظرية أخرى هي أن الكيسات تنتج عن حدوث مشكلات في الدورة الدموية بسبب شذوذ نمائي في أوردة العظم المصاب. الدور الذي يلعبه الرضح غير معروف تمامًا، إذ يعتقد البعض أن التعرض للرضح المتكرر له دور في تطور الكيسات العظمية، ومع ذلك، لم يُثبت هذا الأمر.

## التشخيص

### التصوير بالرنين المغناطيسي (أم آر آي)
تُستخدم فحوصات التصوير بالرنين المغناطيسي من أجل تحديد الموقع الدقيق للكيسة، ومعرفة مدى عدوانيتها وانتشارها، وتحديد شكلها وحجمها الدقيقين. تُستخدم في التصوير بالرنين المغناطيسي مجموعة من المغناطيسات والترددات الراديوية لإنتاج صور محوسبة تفصيلية متنوعة للكيسة والبنى المحيطة بها.

### التصوير المقطعي المحوسب (سي تي)
تُستخدم في فحوصات التصوير المقطعي المحوسب الأشعة السينية «أشعة إكس» مع تكنولوجيا الحاسوب لإنتاج صور دقيقة بمستويات مختلفة، مثل المستوى المحوري والإكليلي والسهمي. تُعطي الأشعة المقطعية صورًا أكثر تفصيلية من الأشعة السينية، لأنها يمكن أن تُظهر كل من الدهون والعضلات والعظام والأعضاء المختلفة. 

### مسح العظام
يعتمد على التصوير النووي من أجل تقييم وجود أي تغيرات تنكسية و/أو التهابية في المفاصل، أو للكشف عن أمراض العظام وأورامها، أو لتحديد سبب آلام العظام أو الالتهابات. يُجرى هذا الفحص لاستبعاد الكيسات الأخرى (التي تكون نادرة الحدوث).

## العلاج
إذا كان هناك احتمال كبير لحدوث كسر بسبب الكيسة العظمية مفردة الغرفة، فالعلاج الجراحي ضروري. يمكن للطبيب تحديد الطرائق النوعية المستخدمة اعتمادًا على عدة أمور: مثل عمر المريض، وتاريخه الطبي، ومدى تحمله لبعض الإجراءات الطبية أو الأدوية، وصحته، ودرجة المرض. يمكن أن يشمل العلاج واحد أو أكثر من الطرائق الجراحية التالية، التي يُجريها جراح تقويم العظام لدى الأطفال:

### الطريقة الأولى: الكشط
يُجري الجراحون شقًا أو فتحةً في العظم من أجل نزح السوائل الموجودة داخل الكيسة وتصريفها، ثم يُكشط النسيج المبطن للكيسة باستخدام جهاز خاص. 

### الطريقة الثانية: التطعيم العظمي
يُجرى التطعيم العظمي بعد الكشط، إذ يُزرع التجويف الفارغ باستخدام نسيج عظمي مُتبرَع به، أو قطع عظمية مأخوذة من عظم آخر، أو مواد اصطناعية. 

### الطريقة الثالثة: حقن الستيرويد
يُساعد حقن أسيتات ميثيل بريدنيزولون ضمن الكيسة على تقليل مستويات البروستاغلاندين، وهو حمض دهني يُقلل من إمكانية الكيسة على الارتشاف ضمن العظم.